# Buková u Protivanova

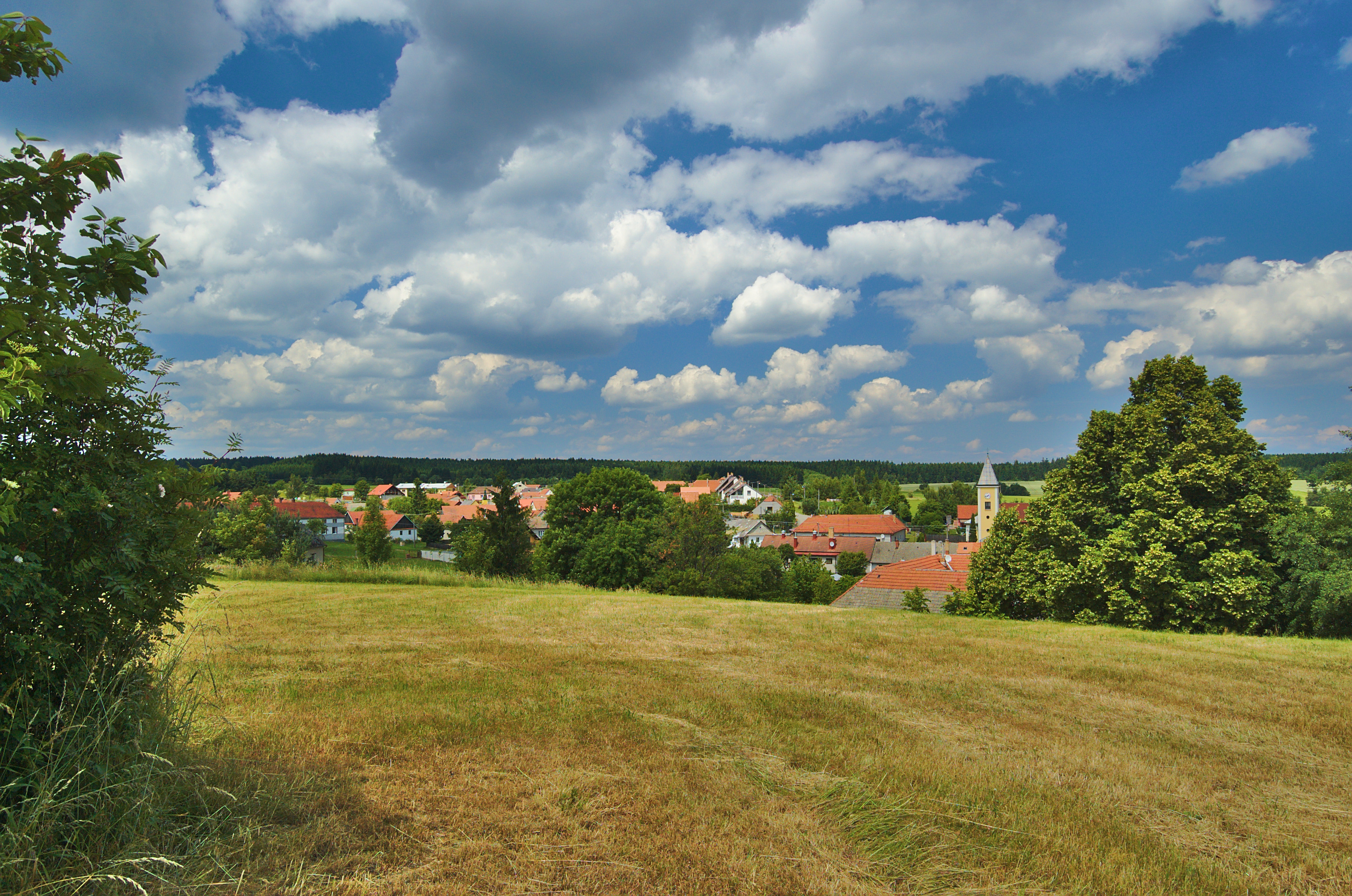
Blick von Süden auf Buková

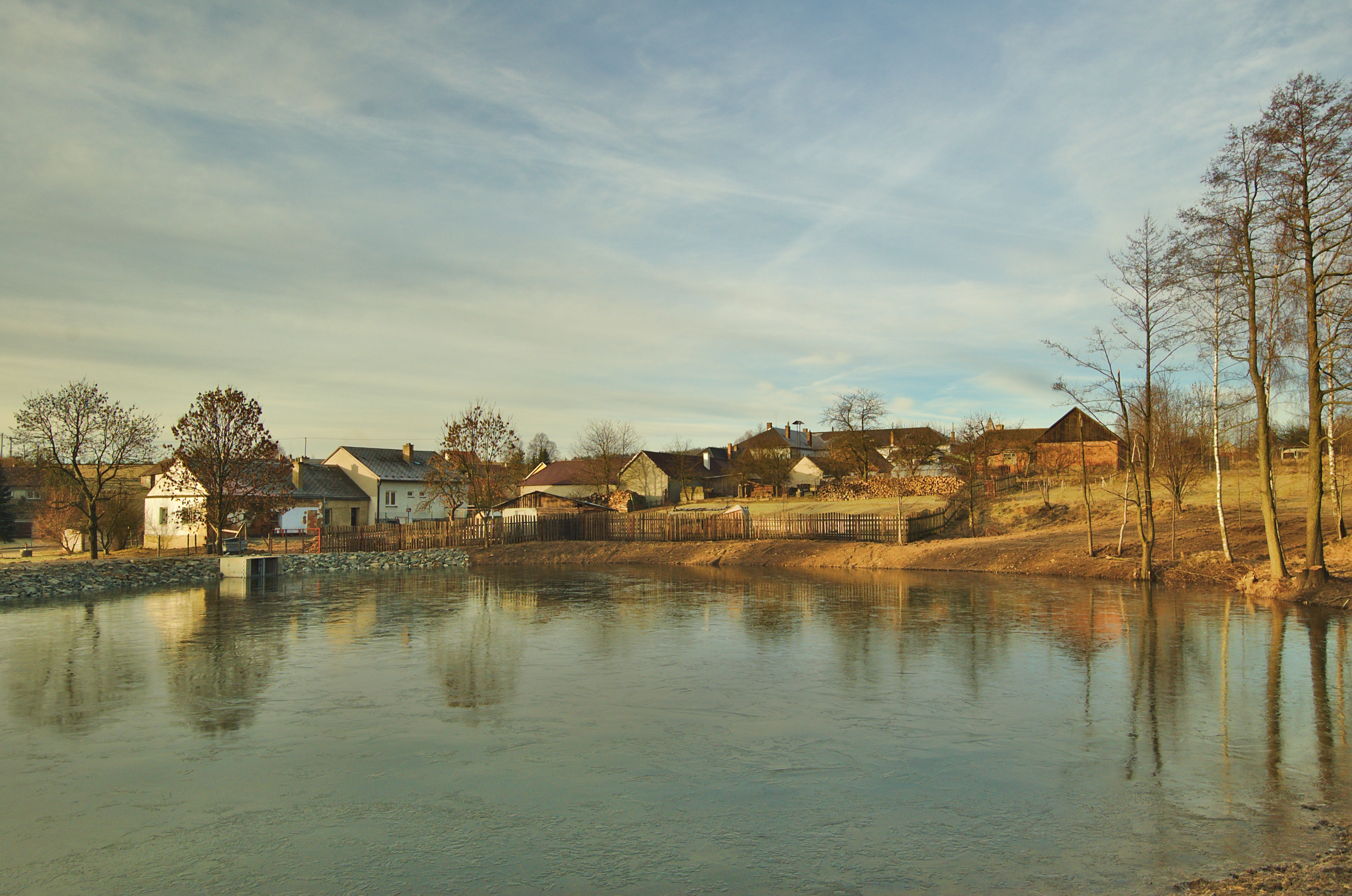
Panský rybník

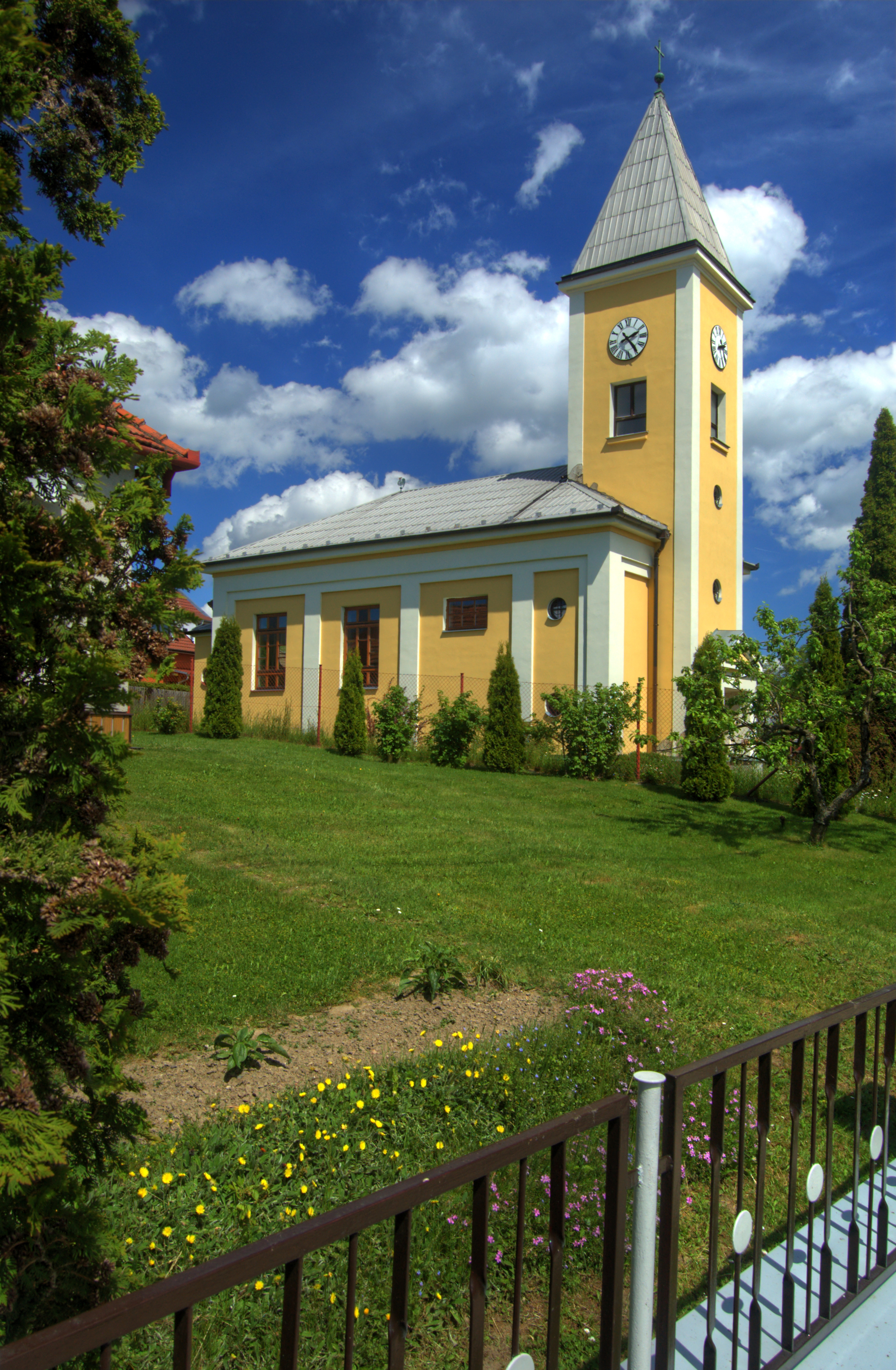
Kapelle des hl. Josef

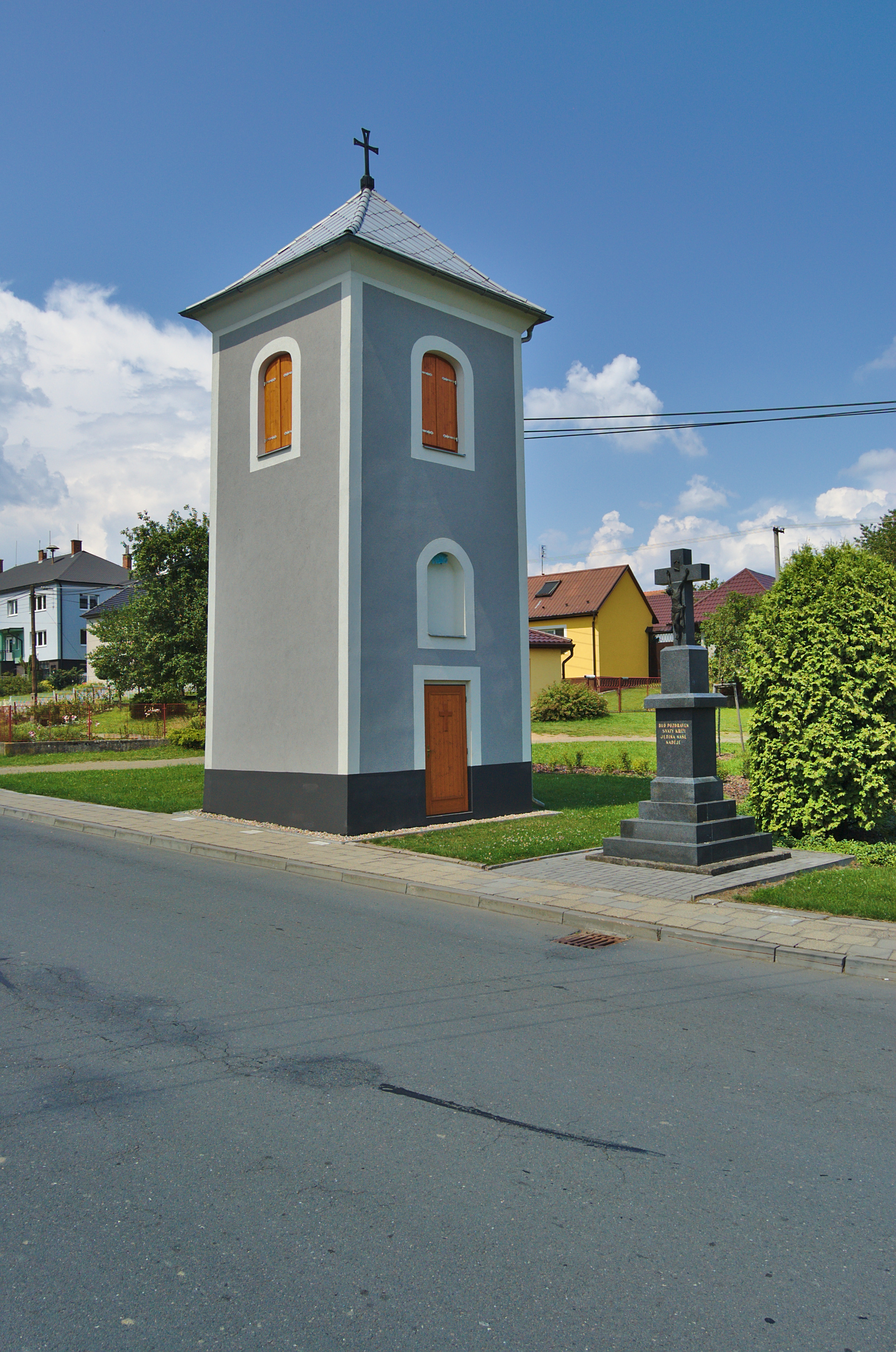
Glockenturm

Buková (deutsch Bukowa) ist eine Gemeinde in Tschechien. Sie liegt zehn Kilometer südwestlich von Konice und gehört zum Okres Prostějov.

## Geographie
Das Waldhufendorf Buková erstreckt sich im höchsten Teil des Drahaner Berglandes am Bach Bukový potok. Nördlich erhebt sich der Javorník (679 m n.m.), im Osten der Bučí (648 m n.m.) und die Na Bábě (646 m n.m.), südwestlich die Skály (724 m n.m.), im Westen die Skalky (Xavernruh, 735 m n.m.) und die Borky (692 m n.m.) sowie nordwestlich der Paprč (721 m n.m.) und die Horní díly (686 m n.m.).
Nachbarorte sind Nové Sady und Brodek u Konice im Norden, Dešná, Labutice, Lipová, Seč und Lipovský Dvorek im Nordosten, Lipovský Mlýn und Okluky im Osten, Skřivánkov und Malé Hradisko im Südosten, Protivanov im Süden, Skelná Huť, Suchý und Žďárná im Südwesten, Pavlov und Benešov im Westen sowie Kořenec, Žleb und Horní Štěpánov im Nordwesten.

## Geschichte
Über die Entstehung und frühe Geschichte des Dorfes ist nichts bekannt. Möglicherweise ist Buková mit dem Dorf Wokow identisch, in dem Thas von Boskowitz und Brandis 1391 – zusammen mit weiteren Grundstücken in Sudice, Pamětice und Bačov – drei Lahn an Heralt von Kunstadt verkaufte.
Die erste gesicherte urkundliche Erwähnung von Bukowa erfolgte 1547, als Christoph Černohorsky von Boskowitz die Burg Boskowitz mit allem Zubehör an den Schemnitzer Bergbauunternehmer Simon Eder von Sstiawnicz (Šimon Eder ze Štiavnice) veräußerte. Dessen Sohn Veit Eder von Scziawnitz verkaufte die Herrschaft 1568 an Jaroš von Zástřizl; dabei wurden auch die öden Dörfer Chmelnik (zwischen Buková und Malé Hradisko) und Benatky (zwischen Buková und Protivanov) genannt. Mit Johann Wenzel von Zástřizl erlosch das Geschlecht 1687 im Mannesstamme und wurde von den Grafen von Dietrichstein beerbt. 
Im Jahre 1834 bestand das im Brünner Kreis gelegene Dorf Bukowa aus 77 Häusern mit 692 mährischsprachigen Einwohnern. Erwerbsquellen bildeten die wegen der Höhenlage wenig ertragreiche Landwirtschaft, die Waldarbeit und die Leinweberei. Im Ort gab es einen herrschaftlichen Meierhof, eine Schule und ein Wirtshaus; abseits lag der Meierhof Neuhof. Pfarrort war Protiwanow; der Amtsort war Boskowitz. Bis zur Mitte des 19. Jahrhunderts blieb Bukowa der Allodialherrschaft Boskowitz untertänig.
Nach der Aufhebung der Patrimonialherrschaften bildete Buková / Bukowa ab 1850 mit der Einschicht Nový Dvůr / Neuhof eine Gemeinde im Gerichtsbezirk Boskowitz. Der Boskowitzer Großgrundbesitz ging 1856 an die Freiherren von Mensdorff-Pouilly über. Ab 1869 gehörte Buková zum Bezirk Boskowitz; zu dieser Zeit hatte das Dorf 697 Einwohner und bestand aus 88 Häusern. In der zweiten Hälfte des 19. Jahrhunderts wurde die Strohflechterei zu einer bedeutenden Erwerbsquelle der Bewohner. Im Jahre 1900 hatte Buková 691 Einwohner, 1910 waren es 693. Nach dem Ersten Weltkrieg zerfiel der Vielvölkerstaat Österreich-Ungarn, das Dorf wurde 1918 Teil der neu gebildeten Tschechoslowakischen Republik. Beim Zensus von 1921 lebten in den 97 Häusern der Gemeinde 654 Tschechen. 1930 lebten in den 103 Häusern von Buková 646 Menschen. Nach dem Münchner Abkommen verblieb die Gemeinde 1938 bei der Tschechoslowakei; nördlich verlief die Grenze zum Deutschen Reich. Von 1939 bis 1945 gehörte Buková / Bukowa zum Protektorat Böhmen und Mähren. 1950 lebten 510 Menschen in Buková. Im Zuge der Gebietsreform von 1960 wurde der Okres Boskovice aufgehoben und die Gemeinde dem Okres Prostějov zugeordnet. Am Morgen des 14. Oktober 1988 zerschellte eine MiG-21U westlich des Dorfes am Fuße der Skalky; bei dem Absturz aus 2500 m Höhe starben die beiden Besatzungsmitglieder. Beim Zensus von 2001 lebten in den 133 Häusern der Gemeinde 350 Personen.

## Gemeindegliederung
Für die Gemeinde Buková sind keine Ortsteile ausgewiesen. Zu Buková gehört die Wüstung Nový Dvůr (Neuhof).
Das Gemeindegebiet bildet den Katastralbezirk Buková u Protivanova.

## Sehenswürdigkeiten
- Glockenturm, errichtet im 18. Jahrhundert
- Kapelle des hl. Josef, erbaut 1930
- Christusstatue des Heiligsten Herzens Jesu, an der Kreuzung am oberen Ende des Dorfes
- Denkmal des Flugzeugabsturzes vom 14. Oktober 1988, am Waldrand westlich von Buková, die im Wald befindliche 400 m lange Absturzschneide ist noch deutlich erkennbar
- Denkmal für die Gefallenen beider Weltkriege
- Mehrere steinerne Flurkreuze
- Mehrere Häuser in Volksbauweise
- Wetterradarturm auf den Skalky
- Linde am Abzweig nach Lipová, Baumdenkmal
- Naturdenkmal Rašeliniště v Klozovci (1,7 ha), Restmoor nördlich des Dorfes im Wald Klozovec
- Naturdenkmal Prameniště Hamerského potoka U velké jedle (5 ha), natürliche Waldquellgebiete westlich von Buková am Oberlauf der Zábrana
- Naturdenkmal Pod liščím kupem (1,4 ha), Seggenwiesen mit Beständen des Breitblättrigen Knabenkrautes südwestlich des Dorfes am Bach Zábrana
- Naturreservat Bučina u Suché louky (15,5 ha), Rest eines natürlichen Buchenwaldes, östlich von Buková am Hügel U Suché louky (Lindenberg, 625 m. n.m.)